# Phasmasaurus
Phasmasaurus is een geslacht van hagedissen uit de familie skinken (Scincidae).

## Naam en indeling
De wetenschappelijke naam van de groep werd voor het eerst voorgesteld door Ross Allen Sadlier, Aaron Matthew Bauer, Glenn Michael Shea en Sarah A. Smith in 2015. Beide soorten behoorden eerder tot het geslacht Lioscincus. In veel literatuur staan de soorten onder hun verouderde wetenschappelijke naam bekend.
De wetenschappelijke naam Phasmasaurus is afgeleid van het insectengeslacht Phasma, een groep van wandelende takken. De onderzoekers vonden het gedrag van de hagedissen lijken op dat van een wandelende tak. De naam 'phasma' betekent vrij vertaald 'spookachtige verschijning', het woord komt uit het Neolatijn en is afgeleid van het oorspronkelijke Griekse woord φάσμα.

## Uiterlijke kenmerken
De soorten bereiken een lichaamslengte exclusief staart van ongeveer zes tot 6,5 centimeter. Het lichaam is langwerpig van vorm, de staart is ten minste 2,5 zo lang als het lichaam.
Op de kop zijn altijd vier supraoculaire schubben aanwezig, dit zijn de schubben boven het oog. De nasale schubben, de schubben waar de neusgaten zijn gelegen, staan relatief ver uit elkaar. De schubben op de rug zijn meervoudig gekield, bij de soort Phasmasaurus maruia zijn drie lage kielen te zien en bij Phasmasaurus tillieri zijn altijd twee hogere kielen aanwezig.

## Verspreiding en habitat
Beide soorten komen endemisch voor in Nieuw-Caledonië. De habitat bestaat uit drogere tot vochtige, rotsige gebieden met een dichte struikachtige begroeiing. De skinken zijn overdag actief en zonnen graag op rotsen. Bij gevaar schuilen ze in rotsspleten of onder stenen.
Door de internationale natuurbeschermingsorganisatie IUCN is aan beide soorten een beschermingsstatus toegewezen. De soort Phasmasaurus maruia wordt beschouwd als 'bedreigd' (Endangered of EN) en Phasmasaurus tillieri wordt gezien als 'gevoelig' (Near Threatened of NT).

## Levenswijze
De skinken zijn bodembewonend en overdag actief, ze nemen graag een zonnebad op de rotsen. De voortplantingswijze van de soorten verschilt, Phasmasaurus maruia zet eieren af op de bodem en de soort Phasmasaurus tillieri is eierlevendbarend, bij deze laatste soort komen de jongen levend ter wereld.

## Soorten
Het geslacht omvat de volgende soorten, met de auteur en het verspreidingsgebied.
| Naam                  | Auteur                          | Verspreidingsgebied       |
| --------------------- | ------------------------------- | ------------------------- |
| Phasmasaurus maruia   | Sadlier, Whitaker & Bauer, 1998 | Nieuw-Caledonië           |
| Phasmasaurus tillieri | Ineich & Sadlier, 1991          | Zuidelijk Nieuw-Caledonië |